# Ђорђе Аничић
Ђорђе Аничић (Јазак, 13. април 1958) је пензионисани потпуковник противваздухопловне одбране Војске Југославије, који је био заменик команданта 3. дивизиона 250. ракетне ПВО бригаде током НАТО агресије на СР Југославију, која је срушила авион Ф-117 Ноћни јастреб у атару сремског села Буђановци. Председник је ветеранског удружења Слободно небо Србије.

## Биографија

### Образовање
Рођен је 13. априла 1958. године у селу Јазак код Ирига. Његов отац је био рудар. У Врднику је завршио основну школу, потом је природно-математички смер гимназије похађао најпре у Алексинцу, да би завршио Гимназију „Стеван Пузић” у Руми. Школовање је наставио на Ваздухопловно-техничкој војној академији у Рајловцу код Сарајева.
Службовао је у Скопљу и Београду. Боравио је у СССР-у на студијским боравцима и бојевим гађањима циљева у ваздушном простору.

### НАТО агресија на СР Југославију
Потпуковник Аничић био је заменик команданта 3. дивизиона 250. ракетне ПВО бригаде, руковалац гађања у борбеној послузи, а током рата се служио именом Анђелко Ђорђевић. Био је члан борбене послуге која је за време НАТО бомбардовања СР Југославије, 27. марта 1999. године у 20.42 оборила авион Америчког ратног ваздухопловства Ф-117А Ноћни јастреб, што представља први и једини потврђени губитак авиона НАТО алијансе израђеног у стелт технологији. Авион је оборен ракетним системом С-125 Нева (НАТО ознака СА-3 Гоа). Трећи ракетни дивизион је оборио и  који је пао у рејону села Накучана код Шапца. Све заслуге за обарање Ф 117А приписано су команданту борбене послуге пуковнику Золтану Данију, који је у каснијим интервјуима тврдио да је он личним модификацијама система заслужан за обарање авиона Ф 117А.

### Послератна каријера и пензионисање
Радио је као наставник Школе националне одбране у Београду и држао наставу из предмета Тактика употребе. Пензионисан је 1. маја 2002. године на сопствени захтев. 
Аутор је ратног дневника „Смена” у којем је из дана у дан бележио догађаје у 3. ракетном дивизиону 250. ракетне ПВО бригаде. У овом делу је у целости објашњен цео развојни пут јединице и њених чланова током свих 78 дана НАТО бомбардовања СРЈ.
Заједно са осталим припадницима 3. ракетног дивизиона 250. ракетне бригаде, присуствовао је постављању лансирне рампе 5-П73 и ракете 5В27Д/У из борбеног комплета ракетног система С-125 Нева, којим је оборен авион F-117, у екстеријер Војног музеја у Београдској тврђави.
Дана 24. марта 2019. године, министар одбране Александар Вулин је потпуковнику Аничићу доделио Војну споменицу 20. годишњица одбране Отаџбине од НАТО агресије. Споменицу му је уручио командант Ратног ваздухопловства и противваздухопловне одбрана Војске Србије генерал-мајор Душко Жарковић, на свечаности која је одржана 15. априла 2019. године у Дому ваздухопловства у Земуну.

## Одликовања
- Војна споменица 20. годишњица одбране Отаџбине од НАТО агресије (23. март 2019)[2]

## Књиге
- Смена - ратни дневник, Београд 2009,  978-86-87833-00-5